# Raymond Toublanc
Pour les articles homonymes, voir Toublanc.
Raymond Toublanc, né le 21 juin 1920 à Poitiers, est un étudiant royaliste, membre du réseau de Résistance de l'Anjou. Arrêté par la Gestapo il sera déporté au camp de Neuengamme où il mourut le 27 mars 1945.

## Biographie
Raymond Mathurin Désiré Louis Toublanc est né à Poitiers en 1920.
Étudiant à la Catho lors de l'armistice de 1940, il assiste à l’entrée des Allemands à Angers le 19 juin 1940. Il constitue un petit groupe avec quelques étudiants et lycéens – du Buisson, Frixon, Daniel Couchoux et Yves de Billy – qui vont aller récupérer des cartouches et des grenades sur un tas de munitions et de matériels de guerre abandonnés par les troupes françaises. Il fait alors connaissance avec un autre groupe de lycéens – les frères Jean et Jacques Marchand, Claude Gagne et Jean Perier – qui ont aussi récupéré des munitions.
Raymond Toublanc les met en contact avec des royalistes - Georges Mousseau, Maurice Girard, Alain de la Cochetière, Serge Daburon, Jacques Dupont – dirigés Jacques Bordier . Ce dernier leur propose de constituer un réseau anti-allemand. Ce sera le Groupe de résistance Bordier qui participe au réseau Hector (ORA, dont le chef est Eynaud de Faÿ).
Ce groupe  sabote des camions allemands, se procure des armes, dévalise le siège du Mouvement Social Révolutionnaire (MSR) emportant le fichier des adhérents, inscrit les mots « Salaud, Vendu » sur la maison du chef régional  du MSR, établit une liste des mouchards au service de la Gestapo et la distribue dans les boites aux lettres, prépare des refuges pour les parachutages alliés. Raymond Toublanc s’occupe aussi du renseignement.
Le 3 mars 1943, il est arrêté à son domicile par la Gestapo et est incarcéré à la prison du Pré-Pigeon où il sera longuement torturé puis il est transféré à Compiègne avant d’aller au camp d’Oranienburg .
Il est déporté en mai 1943 à Bergen-Belsen puis au camp de Neuengamme au sud de Hambourg où il décède le 27 mars 1945.
Après son arrestation, c’est Jacques Marchand prend la direction du groupe.
Son frère cadet, âgé de 11 ans, Jean Toublanc deviendra ensuite un dirigeant royaliste.

## Hommages
En août 1953, la municipalité d’Angers décide de lui attribuer le nom d’une place.

## Sources
- François-Marin Fleutot, Des royalistes dans la Résistance, Flammarion, 2000. Pages 206-207.
- Jacques Marchand, scout, Résistant de la 1re heure [3]